# 古正教沿海派教会
古正教沿海派教会 （-こせいきょうえんかいはきょうかい、ロシア語: Древлеправославная поморская церковь、英語: Pomorian Old-Orthodox Church）は、正教会の伝統を汲むキリスト教の教会である。

## 歴史
17世紀のロシア正教会においてニーコンによる改革に反対する古儀式派が形成された。
彼らには神品（聖職者）を按手する権威を持つ者がいなかったため、ニーコンの改革前からの聖職者が死に絶えた際に、新たに聖職者を持つことが困難だった。
古儀式派のうち、ニーコン派の教会（一般に言うロシア正教会）からの逃亡僧の受け入れを拒否し、ソロヴェツキー修道院の修道規則をもとに作ったポモーリエ規則に従って、教養のある俗人に祈祷を取り仕切らせたのがポモーリエ派である。
1694年、彼らはポモーリエ（白海沿岸地方）のヴィグ川付近にヴィグ修道院を建設した。17世紀末から19世紀半ばまでここが彼らの精神的中心となった。ポモーリエ派の名称はここからきている。

## 現況
中央調整機関である古正教沿海派教会単一評議会（Единый Совет ДПЦ）はサンクトペテルブルクにおかれている。
ロシア連邦内には10-15人程度から数千人まで人数にばらつきが有るものの200以上の会衆（община）が存在する。多くの会衆は宗教組織（религиозная организация)としての登記を受けていない。ベラルーシには37会衆、ウクライナには47会衆、エストニアには11会衆、ラトビアには67会衆、リトアニアには59会衆、ポーランドには4会衆、カザフスタンには18会衆、アメリカには4会衆、キルギスタンには3会衆、モルドバには1会衆が存在している。信徒のグループがルーマニア、フィンランド、スウェーデン、ドイツ、フランス、ブラジル、アルゼンチンにも居住しているとされる。
古正教沿海派教会 （ロシア語 Древлеправославная поморская церковь）は彼らの教団の現在の正式名称。
ポモーリエ派とポモールはまったく別の概念なので注意が必要である。